# 2-methylbutaan
2-methylbutaan of isopentaan is een van de drie isomeren van pentaan; de andere zijn n-pentaan en neopentaan (2,2-dimethylpropaan). Het is een zeer vluchtige vloeistof die bij kamertemperatuur snel verdampt. Strikt genomen is de locant, 2-, niet noodzakelijk. Zit de methylgroep op het andere niet-eindstandige koolstof-atoom, dan moet vanaf de andere kant geteld worden, en wordt de positie opnieuw 2. Wordt de methylgroep aan een van de eindstandige koolstofatomen gekoppeld dan is de verbinding pentaan. De naam methylbutaan is dus eenduidig.

## Toepassingen
Gasvormig 2-methylbutaan wordt gebruikt als blaasmiddel voor het opschuimen van polyurethaan (purschuim) en polystyreen (piepschuim).